# Упин
Упи́н (кит. упр. 武平, пиньинь Wǔpíng) — уезд городского округа Лунъянь провинции Фуцзянь (КНР).

## История
Уезд был создан во времена империи Сун в 994 году. 
После образования КНР в 1949 году был создан Специальный район Лунъянь (龙岩专区), и уезд вошёл в его состав. В 1971 году Специальный район Лунъянь был переименован в округ Лунъянь (龙岩地区).
Постановлением Госсовета КНР от 20 ноября 1996 года округ Лунъянь был преобразован в городской округ Лунъянь.

## Административное деление
Уезд делится на 11 посёлков и 6 волостей.